# Książki Socjologiczne XX wieku
Książki Socjologiczne XX wieku – ranking najbardziej wpływowych książek socjologicznych XX w. Powstał w wyniku ankiety przeprowadzonej w 1997 roku przez komitet programowy kongresu Międzynarodowego Stowarzyszenia Socjologicznego w Montrealu w 1998 roku. Ankietowanych proszono o wytypowanie pięciu książek opublikowanych w XX wieku, które miały największy wpływ na ich prace na polu socjologii. Głosy oddało 16% członków stowarzyszenia (455 z 2785).

## Ranking
| Pozycja | Autor                                  | Narodowość autora | Tytuł książki                                                      | Data publikacji | Liczba głosów |
| ------- | -------------------------------------- | ----------------- | ------------------------------------------------------------------ | --------------- | ------------- |
| 1       | Max Weber                              | Niemcy            | Gospodarka i społeczeństwo                                         | 1922            | 95            |
| 2       | Charles Wright Mills                   | Stany Zjednoczone | Wyobraźnia socjologiczna                                           | 1959            | 59            |
| 3       | Robert K. Merton                       | Stany Zjednoczone | Teoria socjologiczna i struktura społeczna                         | 1949            | 52            |
| 4       | Max Weber                              | Niemcy            | Etyka protestancka a duch kapitalizmu                              | 1905            | 47            |
| 5       | Peter Berger, Thomas Luckmann          | Stany Zjednoczone | Społeczne tworzenie rzeczywistości                                 | 1966            | 45            |
| 6       | Pierre Bourdieu                        | Francja           | Dystynkcja. Społeczna krytyka władzy sądzenia                      | 1979            | 43            |
| 7       | Norbert Elias                          | Niemcy            | Przemiany obyczajów w cywilizacji Zachodu                          | 1939            | 30            |
| 8       | Jürgen Habermas                        | Niemcy            | Teoria działania komunikacyjnego                                   | 1981            | 29            |
| 9       | Talcott Parsons                        | Stany Zjednoczone | The Structure of Social Action                                     | 1937            | 28            |
| 10      | Erving Goffman                         | Stany Zjednoczone | Człowiek w teatrze życia codziennego                               | 1956            | 25            |
| 11      | George Mead                            | Stany Zjednoczone | Umysł, osobowość i społeczeństwo                                   | 1934            | 23            |
| 12      | Talcott Parsons                        | Stany Zjednoczone | System społeczny                                                   | 1951            | 23            |
| 13      | Émile Durkheim                         | Francja           | Elementarne formy życia religijnego. System totemiczny w Australii | 1912            | 22            |
| 14      | Anthony Giddens                        | Wielka Brytania   | Stanowienie społeczeństwa. Zarys teorii strukturacji               | 1984            | 21            |
| 15      | Immanuel Wallerstein                   | Stany Zjednoczone | The Modern World-System                                            | 1974            | 21            |
| 16      | Michel Foucault                        | Francja           | Nadzorować i karać. Narodziny więzienia                            | 1975            | 17            |
| 17      | Thomas Kuhn                            | Stany Zjednoczone | Struktura rewolucji naukowych                                      | 1962            | 14            |
| 18      | Georg Simmel                           | Niemcy            | Socjologia                                                         | 1908            | 14            |
| 19      | Ulrich Beck                            | Niemcy            | Społeczeństwo ryzyka                                               | 1986            | 13            |
| 20      | Harry Braverman                        | Stany Zjednoczone | Labour and Monopoly Capital                                        | 1974            | 13            |
| 21      | Theodor Adorno, Max Horkheimer         | Niemcy            | Dialektyka Oświecenia                                              | 1947            | 12            |
| 22      | Antonio Gramsci                        | Włochy            | Listy z więzienia                                                  | 1947            | 12            |
| 23      | James Coleman                          | Stany Zjednoczone | Foundations of Social Theory                                       | 1990            | 11            |
| 24      | Jürgen Habermas                        | Niemcy            | Erkenntnis und Interesse                                           | 1968            | 11            |
| 25      | Barrington Moore                       | Stany Zjednoczone | The Social Origins of Dictatorship and Democracy                   | 1966            | 11            |
| 26      | Karl Polanyi                           | Węgry             | Wielka transformacja                                               | 1944            | 11            |
| 27      | Peter Michael Blau, Otis Dudley Duncan | Stany Zjednoczone | The American Occupational Structure                                | 1967            | 10            |
| 28      | Alvin Ward Gouldner                    | Stany Zjednoczone | The Coming Crisis of Western Sociology                             | 1970            | 10            |
| 29      | Niklas Luhmann                         | Niemcy            | Systemy społeczne. Zarys ogólnej teorii                            | 1984            | 10            |
| 30      | Karl Mannheim                          | Węgry             | Ideologia i utopia                                                 | 1929            | 10            |

## Polscy naukowcy
W rankingu znalazły się prace polskich socjologów: 
- Zygmunt Bauman
  - 76. Etyka ponowoczesna
  - 154. Wieloznaczność nowoczesna, nowoczesność wieloznaczna
  - 308. Intimations of Postmodernity
  - 320. Life in Fragments
- Florian Znaniecki
  - 99. Chłop polski w Europie i Ameryce (współaut. William Thomas)
  - 975. Upadek cywilizacji zachodniej

238. Stanisław Ossowski O osobliwościach nauk społecznych 

431. Stefan Czarnowski Kultura 

653. Ludwik Krzywicki Pierwociny więzi społecznej 

651. Tadeusz Kotarbiński Prakseologia 

698. Bronisław Malinowski Argonauci zachodniego Pacyfiku 

791. Adam Przeworski The Logic of Comparative Social Inquiry (współaut. Henry Teune) 

882. Piotr Sztompka Socjologia zmian społecznych